# 3e régiment de cuirassiers
Das 3e régiment de cuirassiers (kurz: 3e RC) war ein Kavallerieverband des französischen Heeres. Zuletzt zählte es zur Arme blindée et cavalerie. Das damalige „Régiment d'Esclainvilliers“ als erster Verband in der Tradition des „3e cuirassiers“ war eines der zwölf ständigen Kavallerieregimenter, die im Königreich Frankreich per Dekret vom 16. Mai 1635 aufgestellt worden waren.

## Aufstellung und Namensänderungen
1635: Aufstellung unter dem Namen Régiment d’Esclainvillers-cavalerie
1645: Umbenennung in: Régiment Commissaire général cavalerie
1791: Umbenennung im Rahmen von militärischen Reformen in: 3e régiment de cavalerie
1803: Umwandlung in ein Kürassierregiment mit der Bezeichnung: 3e régiment de cuirassiers
1814: Während der Restauration Umbenennung in: 3e régiment de cuirassiers-Le Dauphin
1815: Während der Herrschaft der Hundert Tage Umbenennung in 3e régiment de cuirassiers
1815: Nach der zweiten Restauration aufgelöst und in das  6e régiment de cuirassiers-Condé integriert.
1816: Wiederaufstellung als: Cuirassiers d’Angoulême
1824: Umbenennung in: Cuirassiers de Bordeaux
1830: Umbenennung in: 3e régiment de cuirassiers
1919: Aufgelöst
1940: Wieder aufgestellt und nach dem Friedensschluss wieder aufgelöst
1952: Wieder aufgestellt
1964: Aufgelöst
1968: Wieder aufgestellt
1998: Endgültig aufgelöst

## Mestres de camp/Colonels/Chefs de brigade
Mestre de camp war die Rangbezeichnung für den Regimentsinhaber und/oder den tatsächlichen Kommandanten. Sollte es sich bei dem Mestre de camp um eine Person des Hochadels handeln, die an der Führung des Regiments kein Interesse hatte (wie z. B. der König oder die Königin) so wurde das Kommando dem Mestre de camp lieutenant (oder Mestre de camp en second) überlassen. Die Bezeichnung Colonel wurde von 1791 bis 1793 und ab 1803 geführt, von 1793 bis 1803 verwendete man die Bezeichnung Chef de brigade. Ab 1791 gab es keine Regimentsinhaber mehr.
- 1635: Marquis d'Esclainvilliers

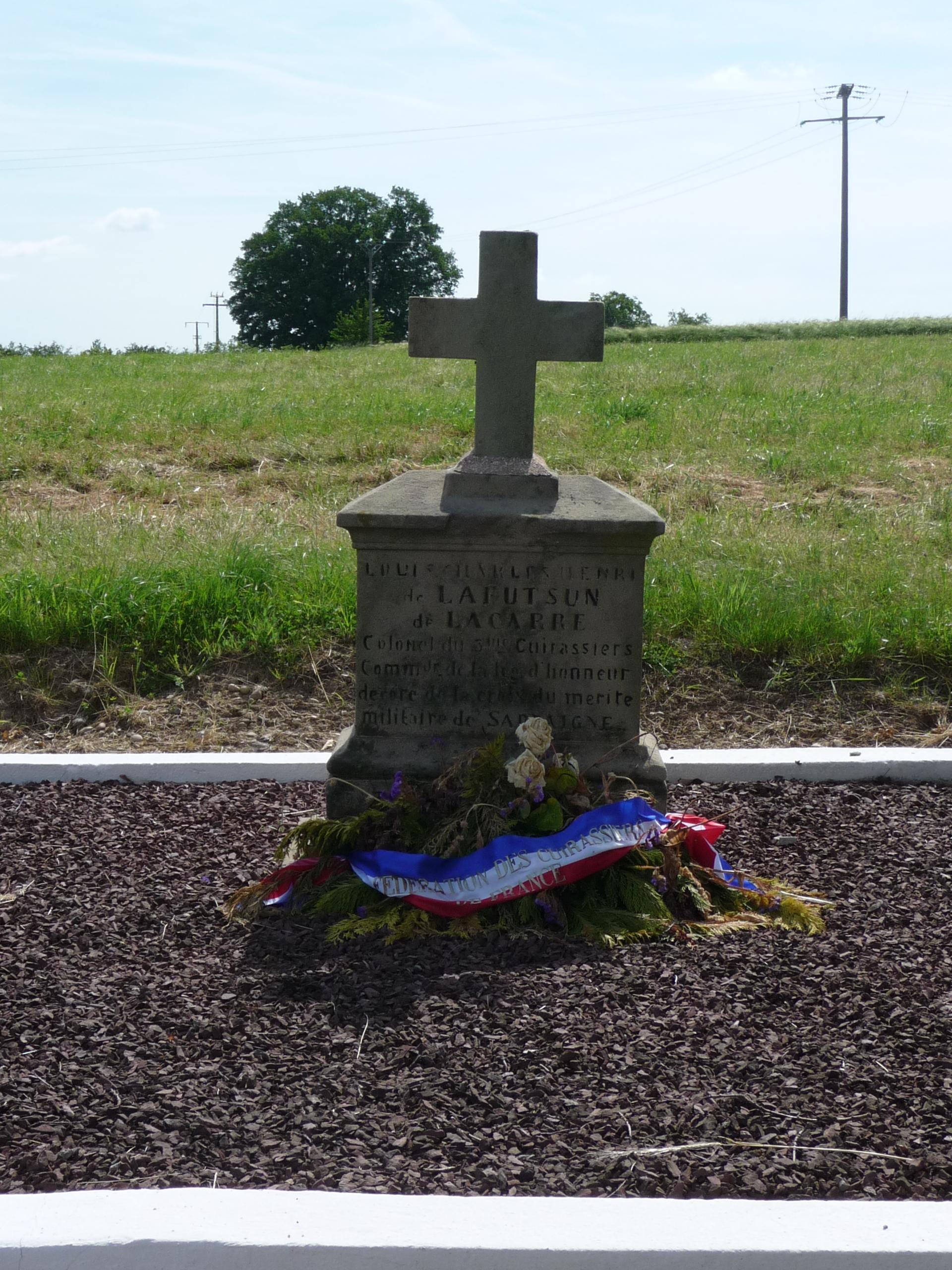
Grab von Colonel Henri de Lafutsun de Lacarre, gefallen bei Frœschwiller am 6. August 1870 während der Attacke bei Reichshoffen.

- 1791: Alexandre Guillaume Morin de Montcanisy, Colonel
- 1792: Louis Charles de La Motte-Ango de Flers, Colonel
- 1792: François Léger de Bellefonds, Colonel
- 1794: Jean-Baptiste Lefebvre, Chef de brigade
- 1794: Nicolas Sigisbert Mollard, Chef de brigade
- 1798: Jean-Baptiste Meunier, Chef de brigade
- 1801: Claude Antoine Hippolyte de Préval, Chef de brigade, 1803 Colonel
- 1806: Jean-Louis Richter, Colonel
- 1809: Jean Toussaint Arrighi de Casanova, Colonel
- 1811: Charles Eugène Lalaing d'Audenarde, Colonel
- 1813: Jean-Guillaume Lacroix, Colonel
- 1830: Joseph-Nicolas Brice
- 1870: Louis Lafutsun de Lacarre, gefallen in der Attacke bei Reichshoffen
- 1892: Colonel Poulot
- 1896 bis 1898: Colonel Geslin de Bourgogne
- 1909: Colonel de l'Espée
- 1940: Lieutenant-colonel François
- 1962 bis 14. Juni 1964: Lieutenant-colonel Hannezo
- 1974 bis 1976: Lieutenant-colonel Beau.
- 1978 bis 1980: Lieutenant-colonel Bosch
- 1980 bis 1982: Colonel Bonavita
- 1982 bis 1984: Colonel de Conninck
- 1989 bis 1990: Colonel Desrousseaux de Medrano
- 1990 bis 1992: Colonel Chèvre
- 1992 bis 1994: Colonel Toussaint
- 1994 bis 1996: Colonel Kermorvant
- 1996 bis 1998: Colonel Figuier

## Gefechtskalender

### Ancien Régime
Das Regimenten nahm an nahezu allen Schlachten der Monarchie teil.
- Während des Österreichischen Erbfolgekrieges gehörte es zur Besatzung der belagerten Festung Prag

### Siebenjähriger Krieg
- 1760: Gefecht bei Korbach

### Revolution und Empire
- 1792:
  - Kanonade bei Valmy
- 1792:
  - Schlacht bei Kaiserslautern
- 1796: bei der Armée de Rhin-et-Moselle (Rhein-Mosel-Armee) – Schlacht bei Biberach
- 1800:
  - Schlacht bei Marengo
- 1804:
  - Garnison in Saint-Germain-en-Laye[1]
- 1805:
  - Schlacht bei Austerlitz
- 1806:
  - Schlacht bei Jena
- 1807:
  - Schlacht bei Eylau,
  - Schlacht bei Friedland
- 1809:
  - Schlacht bei Eckmühl,
  - Schlacht bei Aspern,
  - Schlacht bei Wagram
- 1812: Russlandfeldzug 1812
  - Schlacht bei Borodino
- 1814: Feldzug in Frankreich
  - Schlacht bei  Champaubert
- 1815: Feldzug in Belgien
  - Schlacht bei Waterloo

### 1815 bis 1848
- Nach der ersten Restauration wurde dem Regiment 1814 die Bezeichnung „Régiment de cuirassiers du dauphin“ zugewiesen. Nach der Rückkehr Napoleons von der Insel Elba wurde es kurzzeitig wieder in „3e régiment des cuirassiers“ umbenannt. Nach seiner endgültigen Abdankung wurde es am 25. November 1815 aufgelöst, kurz darauf jedoch unter dem Namen  „Cuirassiers d'Angoulême n°3“. wieder aufgestellt. 1830, nach der Julirevolution erhielt es dann seinen letzten Namen:  „3e régiment de cuirassiers“.

### Zweites Kaiserreich
- Von 1830 bis 1869 war das Regiment in Lyon, Versailles, Colmar und Lunéville stationiert.

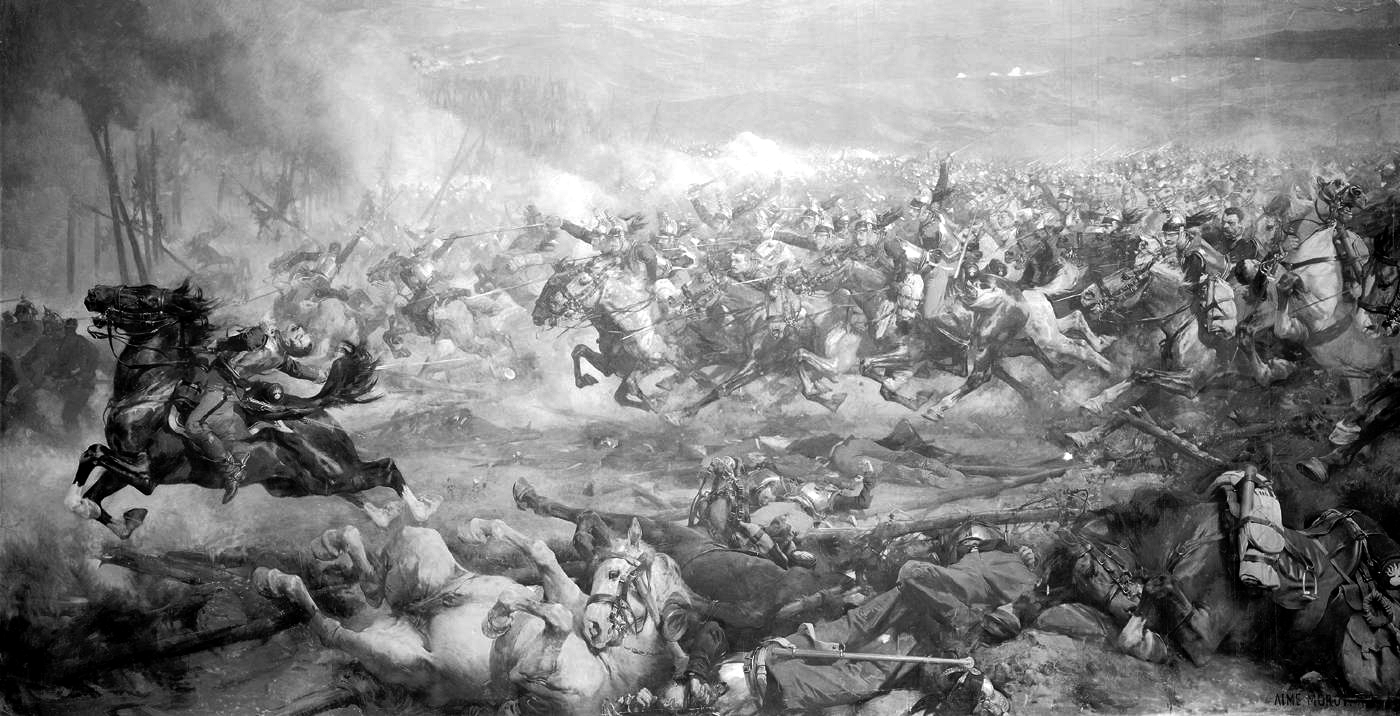
Attacke des 3e régiment de cuirassiers in der Schlacht bei Wörth am 6. August 1870

- Am 2. August kämpfte das Regiment in einem Gefecht bei Haguenau
- Am 6. August 1870 war das „3e régiment de cuirassiers“ der „Division de Bonnemains“ zugeteilt und in der zweiten Phase in der Kavallerieattacke bei Reichshoffen eingesetzt (Schlacht bei Wörth). Dabei verlor es 62 Männer und den Regimentskommandeur, den Colonel de Lacarre, dem von einer Granate der Kopf abgerissen wurde. Sein nur leicht am Kragen beschädigter Küraß befindet sich heute im Kavalleriemuseum in Saumur.

Nach dieser Attacke zogen sich die Reste des Regiments in guter Ordnung nach Saverne zurück, wo es am folgenden Tag eintraf. Danach marschierte die Einheit nach Chalons-sur-Marne, das sie am 20. August erreichte, um sich dort mit der Hauptarmee zu vereinigen. Von dort aus ging der Weg weiter über
Floing (Ardennes) nach Sedan, das die Reste der Division am 1. September erreichten. Am 3. September erfolgte die Kapitulation der gesamten Armee. Das „3e régiment de cuirassiers“ hatte aufgehört zu existieren, wann auch die Standarte in Sicherheit gebracht werden konnte. Das Ersatzdepot befand sich im September in Limoges von wo aus die Reserveeinheit, die „3e cuirassiers de marche“ (Marschregiment), zur Armée de la Loire (Loirearmee) abgeordnet wurde. Am Abend des 4. März 1871 traf das Marschregiment in Paris ein, wo es am 1. April zum neuen „3e régiment de cuirassiers“ bestimmt wurde.
Während der Zeit der Pariser Kommune war das Regiment an der Niederschlagung des Aufstandes und der blutigen Maiwoche beteiligt.

## Zwischenkriegszeit
- 1904 lagen Teile des Regiments (Depot, Verwaltung, Intendantur) in Reims und Vouziers die Escadronen waren in  Verdun stationiert.[2] Es gehört zur „1re brigade de hussards“ (1. Husarenbrigade) der „4e division de cavalerie“ (4. Kavalleriedivision).

## Erster Weltkrieg
- 1914 war die Garnison in Vouziers, der Stab lag in Reims. Es gehörte zur „3e brigade de cuirassiers“ in der „4e division de cavalerie“ von August 1914 bis September 1918.
- Das Regiment kämpfte an der Guise, dann in Belgien bei Virton, Cambron, Petit-Morin, Pontavert, Merville, Mercjem, Zarrenlinde und Clerckem, in der Champagne, an der Avre (Somme), in der Schlacht an der Somme und der Zweiten Schlacht an der Marne. Für diese Einsätze wurden ihm die Inschriften „Belgique 1914-1918“ und „Picardie 1918“ auf der Standarte verliehen. Das Regiment war als Kavallerieregiment den ganzen Krieg über beritten.

- 1919 erfolgte die Auflösung

## Zweiter Weltkrieg
Bei Kriegsausbruch wurden neue Einheiten vom Typ der Leichten Mechanisierten Division aufgestellt. Das Regiment gehörte zur 4e Division Légère Mécanique.
Am 27. Mai 1940 befand sich das Regiment in Abbeville, wo es der deutschen Wehrmacht Widerstand leistete, musste sich jedoch nach kurzer Zeit nach Beauvais zurückziehen. Es bildete beim allgemeinen Rückzug der Franzosen auf Cormonville und Cheverny die Nachhut. Am 25. Juni wurden die Feindseligkeiten eingestellt und allen Einheiten das Einstellen des Feuers befohlen. Am 31. Juli 1940 wurde das Regiment im Felde aufgelöst.

## Nachkriegszeit
- 1952 wurde das Regiment in Trier neu aufgestellt.
- 1956 wurde es nach Algerien verlegt, wo es in Oran ausgeschifft wurde und Garnison in  Sebdou  in der Region Tlemcen bezog, um die Grenze zu Marokko zu sichern.
- 1962 verlegte das Regiment mit drei Escadronen und der ECS (Escadron Commandement et Services – Stabs- und Versorgungsescadron) nach Sainte-Barbe du Tlelat, wo sie an den Kampfhandlungen bei Oran teilnahmen. Zu Beginn des Jahres 1963 verblieb die 3. Escadron in Sainte-Barbe du Tlelat, die ECS und die 1. Escadron verlegten nach Senia, die 2. Escadron nach  Sidi-Chami. Hier sicherte sie den Zugang nach Mers-el-Kébir. Im März 1964 wurde das ganze Regiment in der „Caserne d’Eckmuhl“ in Oran zusammengezogen um am 4. Juni 1964 nach Camp de Sissonne in Frankreich transportiert zu werden. Das schwere Gerät bestand aus Panzern M24 Chaffee, M8 Greyhound und M3 Halbkettenfahrzeugen
- 14. Juni 1964: erneute Auflösung. Die Standarte wurde im  „Centre d’instruction des Blindés“ (Panzerausbildungszentrum) in Trier verwahrt.
- 1968 wurde die Einheit als Panzerjägerregiment erneut aktiviert. Als Garnison diente eine aufgegebene Liegenschaft der US Air Force auf den Höhen von Saint-Clément zwischen Lunéville und Baccarat. Die Ausstattung erfolgte mit Jagdpanzern vom Typ AMX-13. Im Jahre 1973 wurden die AMX-13 gegen Kampfpanzer AMX-30 ausgetauscht und das Regiment in den Status eines Panzerregiments versetzt.
- Nach dem Fall der Berliner Mauer und dem Ende des kalten Krieges wurden 1992 eine Anzahl Regimenter aufgelöst, davon besonders betroffen waren die in Deutschland stationierten Einheiten. Das Regiment wurde umorganisiert und erhielt die 2. Escadron des 5e régiment de cuirassiers und die EED (Escadron-d-eclairage-divisionnaire – Divisions-Aufklärungsescadron) der „57e division blindé“ eingegliedert. Eine neue Escadron wurde installiert und mit dem AMX-30B ausgestattet.
- Eine Escadron war 1994 vier Monate in Kroatien als Teil der FORPRONU (Force de protection des Nations Unies) eingesetzt. 1997 stellte es einige Angehörige als UN-Beobachter in die West-Sahara ab.
- Im Rahmen der Verkleinerung der französischen Streitkräfte wurde das Regiment 1998 endgültig aufgelöst.

## Inschriften auf der zuletzt geführten Standarte
In goldenen Lettern sind auf der Standarte die herausragenden Schlachten und Feldzüge aufgeführt, an denen das Regiment teilgenommen hat:
- Valmy 1792
- Marengo 1800
- Austerlitz 1805
- La Moskova 1812
- Champaubert 1814
- Belgique 1914–1918
- Picardie 1918
- AFN 1952–1962

## Auszeichnungen
Das Fahnenband ist mit dem Croix de guerre 1914–1918 mit einem vergoldeten Stern dekoriert. (Eine lobende Erwähnung durch das Armeekorps.)

## Ancien Régime

### Uniformen

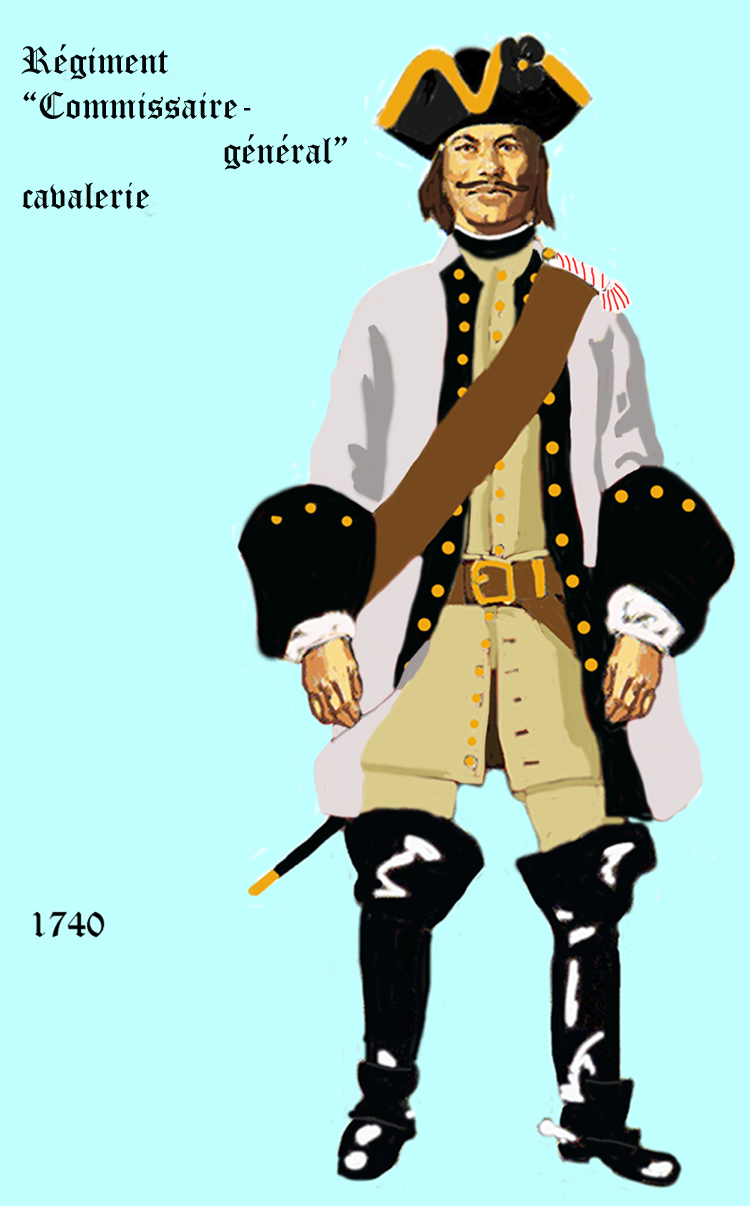
1740 bis 1757
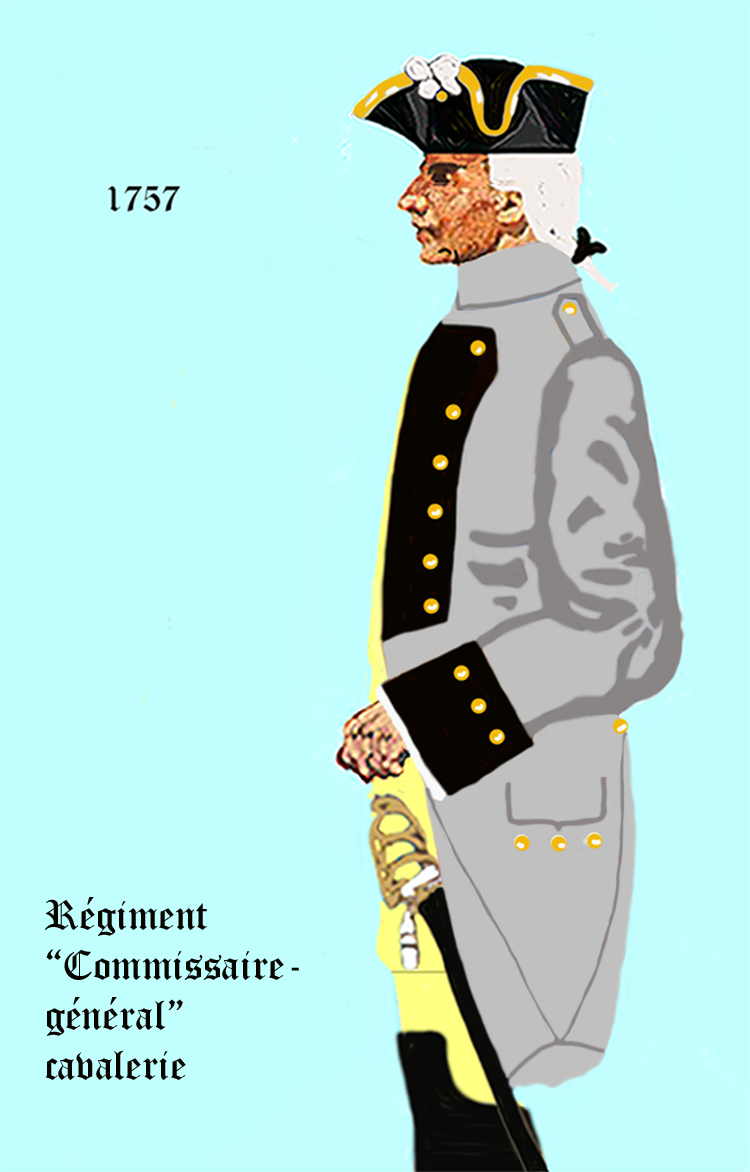
1757 bis 1762
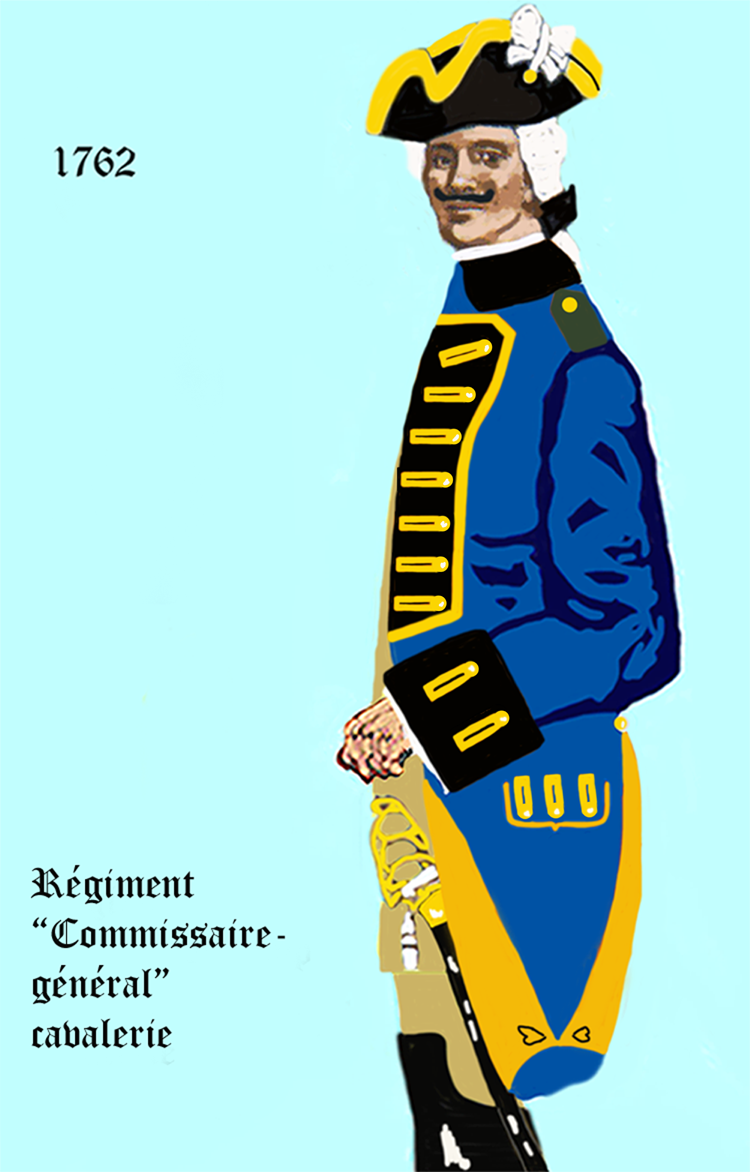
1762 bis 1767
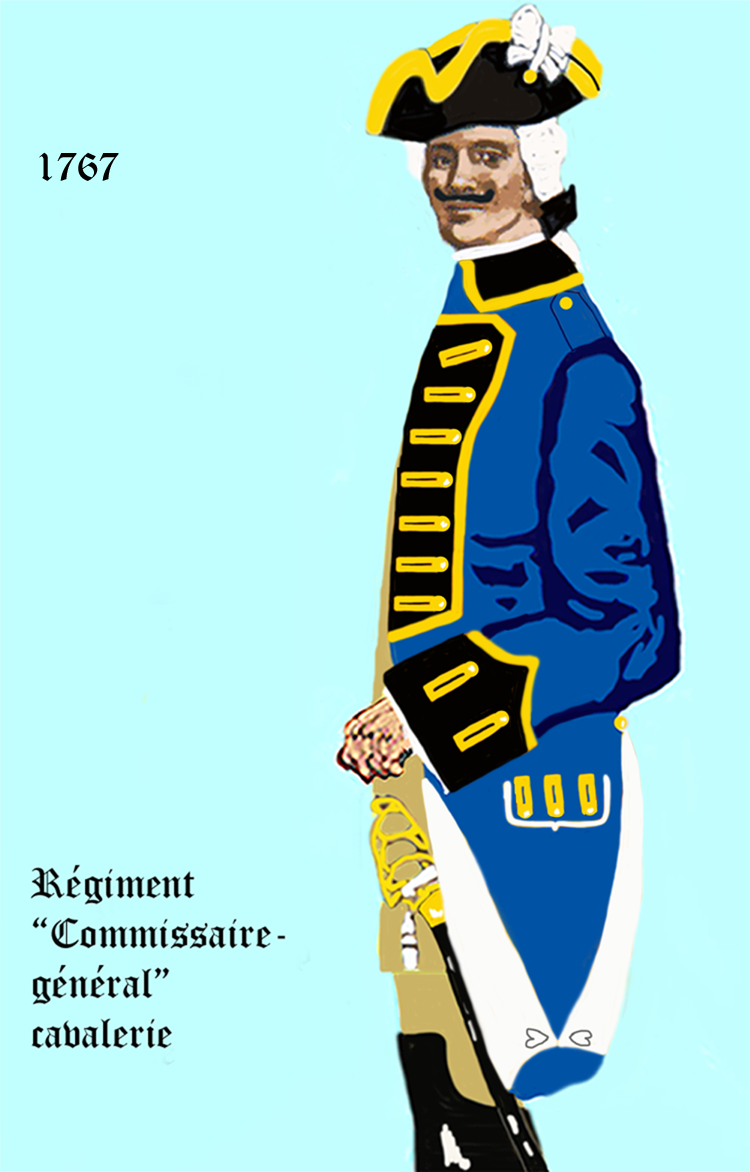
1767 bis 1776
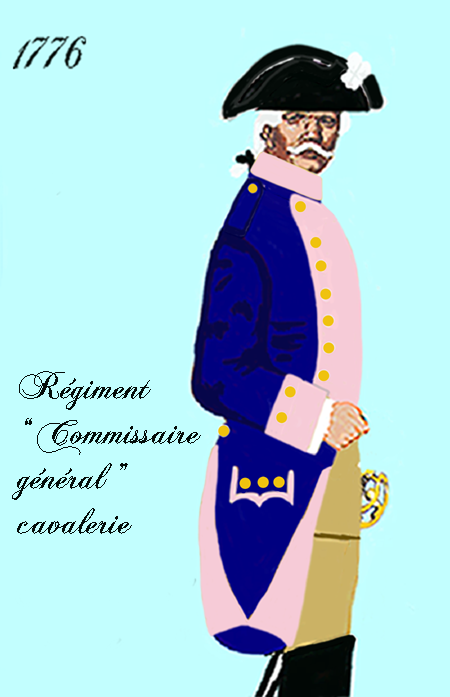
1776 bis 1779
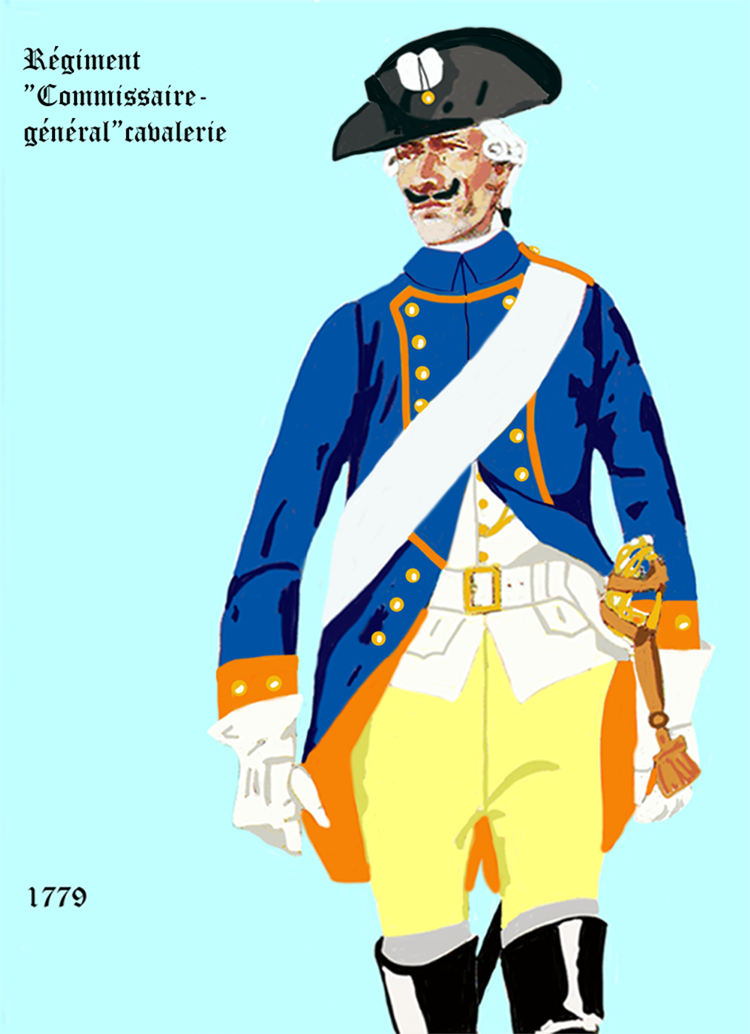
1779 bis 1786
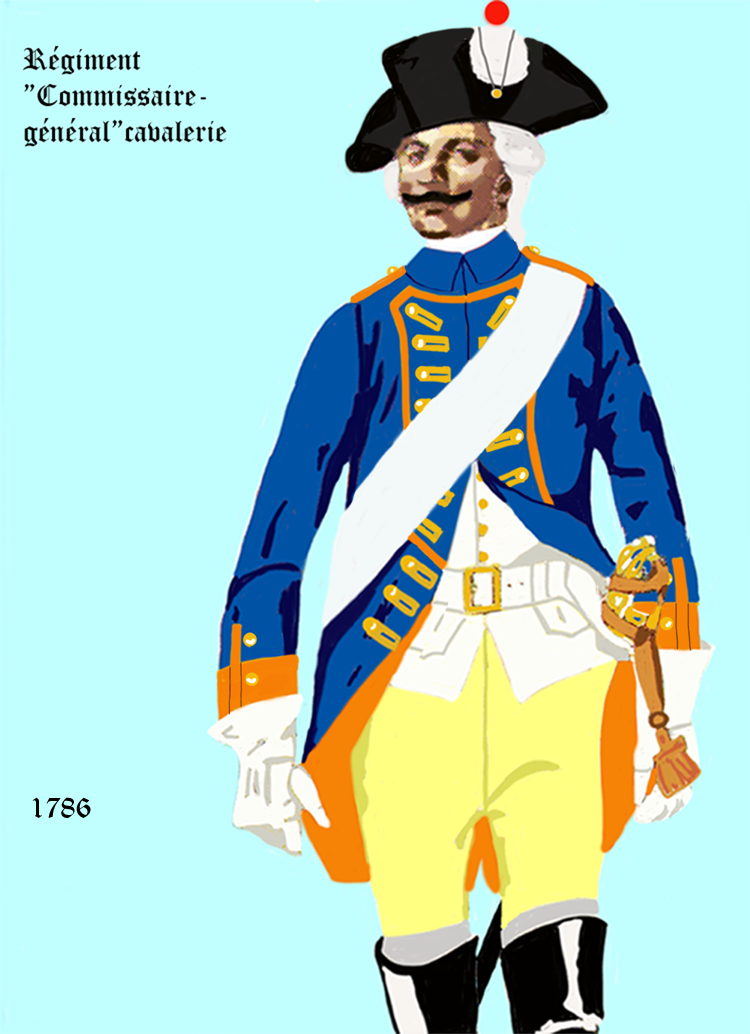
1786 bis 1791
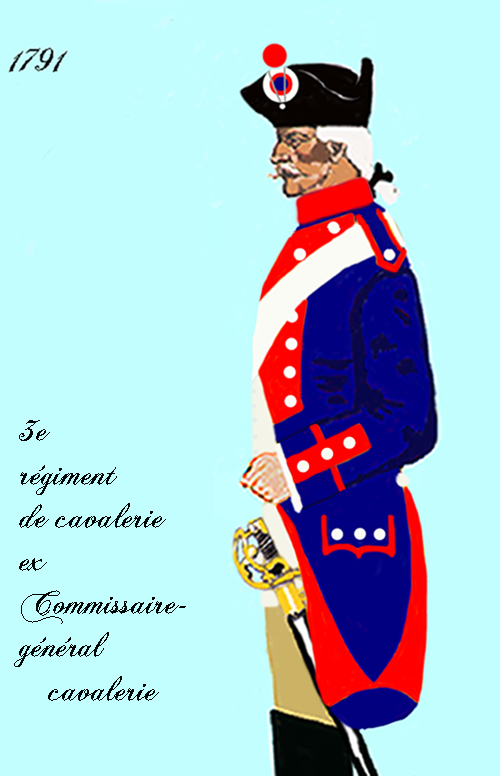
1791

### Standarten

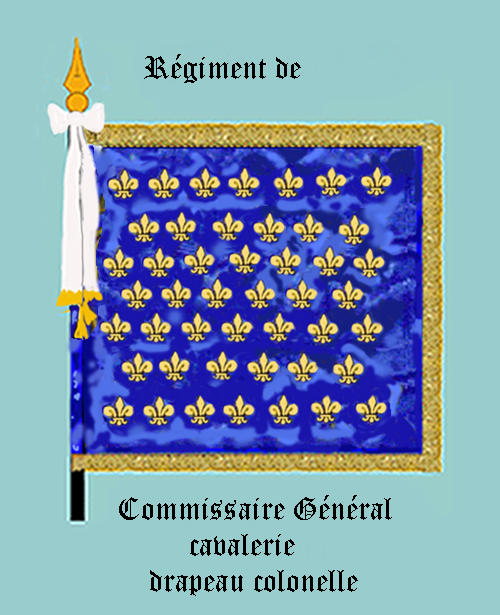
Standarte des Regimentsinhabers des Régiment Commissaire Général, beide Seiten gleich
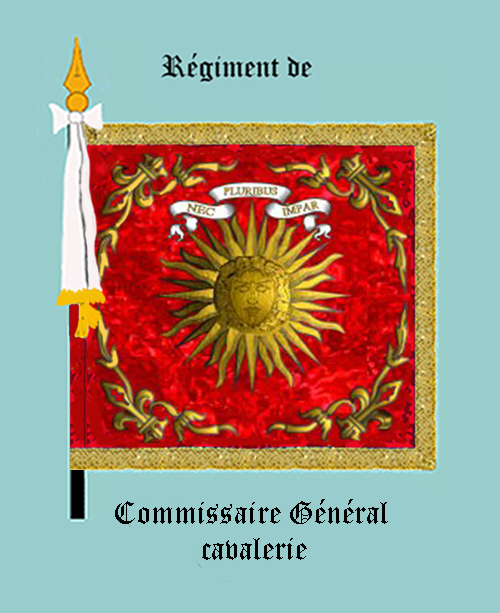
Standarte des Régiment Commissaire Général, Vorderseite
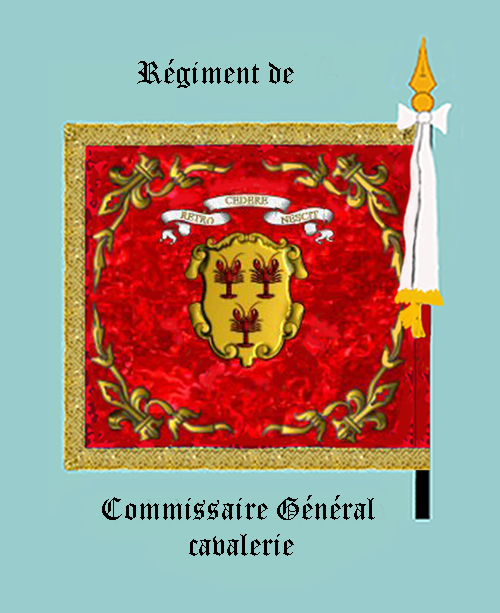
Standarte des Régiment Commissaire Général, Rückseite

## Uniformen der Revolution und des Ersten Kaiserreichs
Bei der Umwandlung in ein Kürassierregiment gaben die Reiter ihre Waffenröcke ab und erhielten eine kurze, kragenlose Jacke, die nur bis zum Gürtel zugeknöpft wurde. Die Ärmelaufschläge waren blau, die Taschen querliegend. Die Epauletten ebenfalls blau, mit einer Paspelierung in den Farben des Regiments.
1805 erhielt der Helm einen roten Federbusch, dazu kamen rote Epauletten mit ebensolchen Fransen. Der normale Uniformrock zum Dienst ohne Küraß hatte ein frackartiges Aussehen mit roten Schoßumschlägen auf den sich blaue Granaten befanden – das Symbol für die Eliteverbände (Armes d’élite).

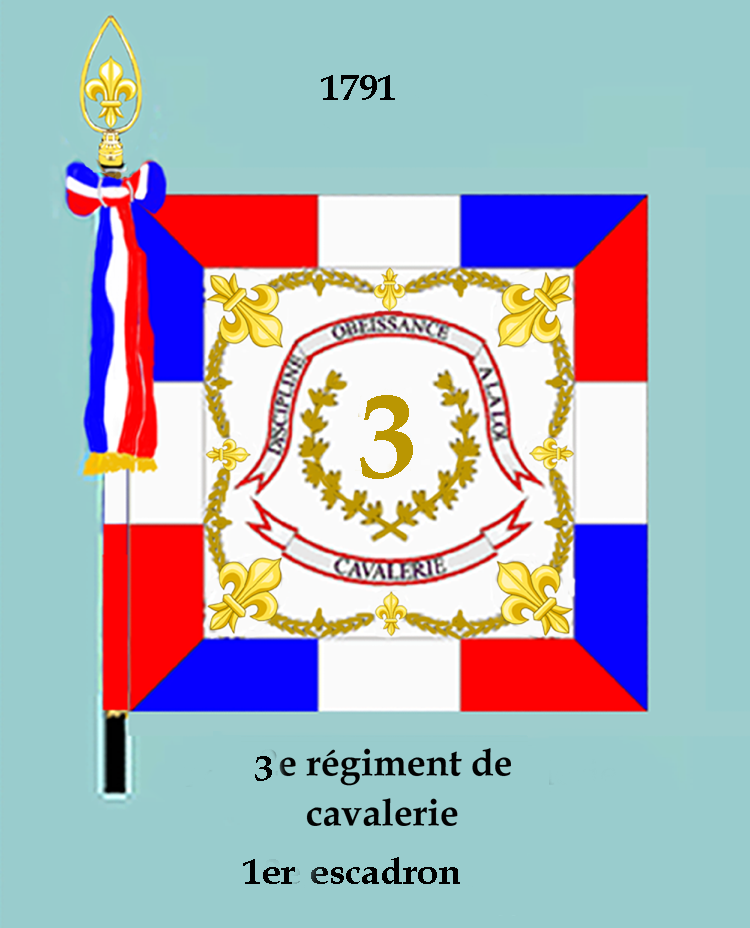
Standarte der 1. Escadron 1791
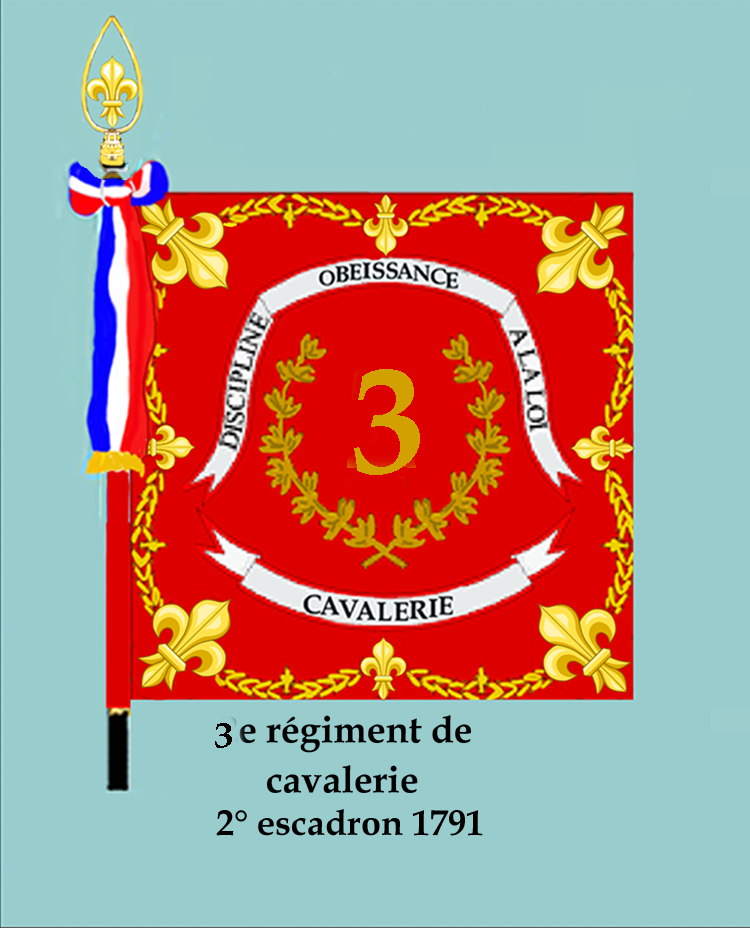
Standarte der 2. Escadron 1791
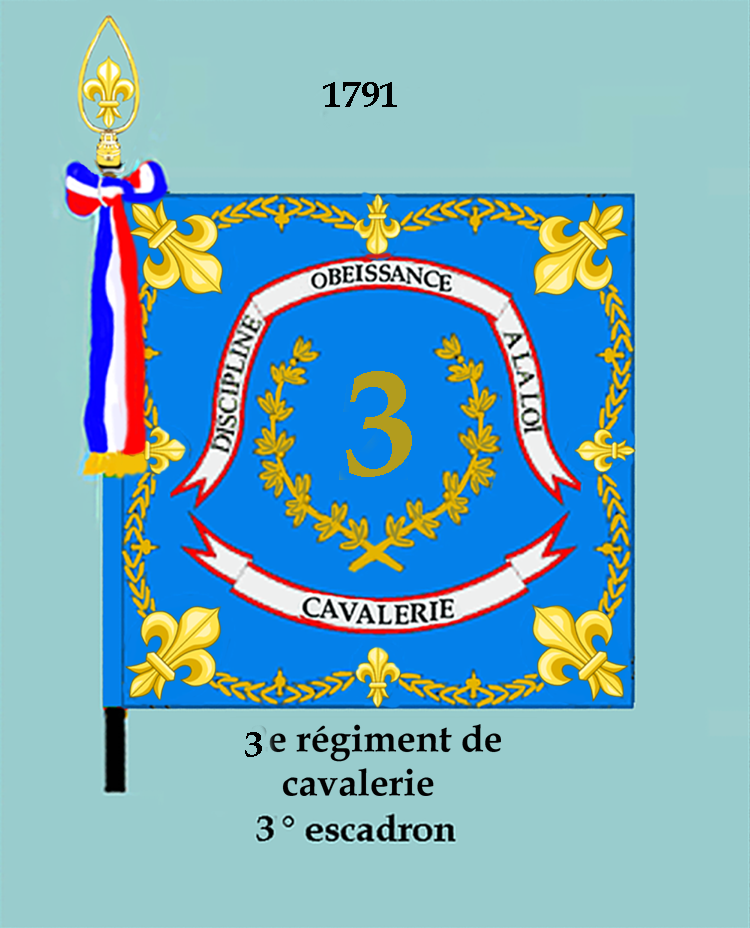
Standarte der 3. Escadron 1791
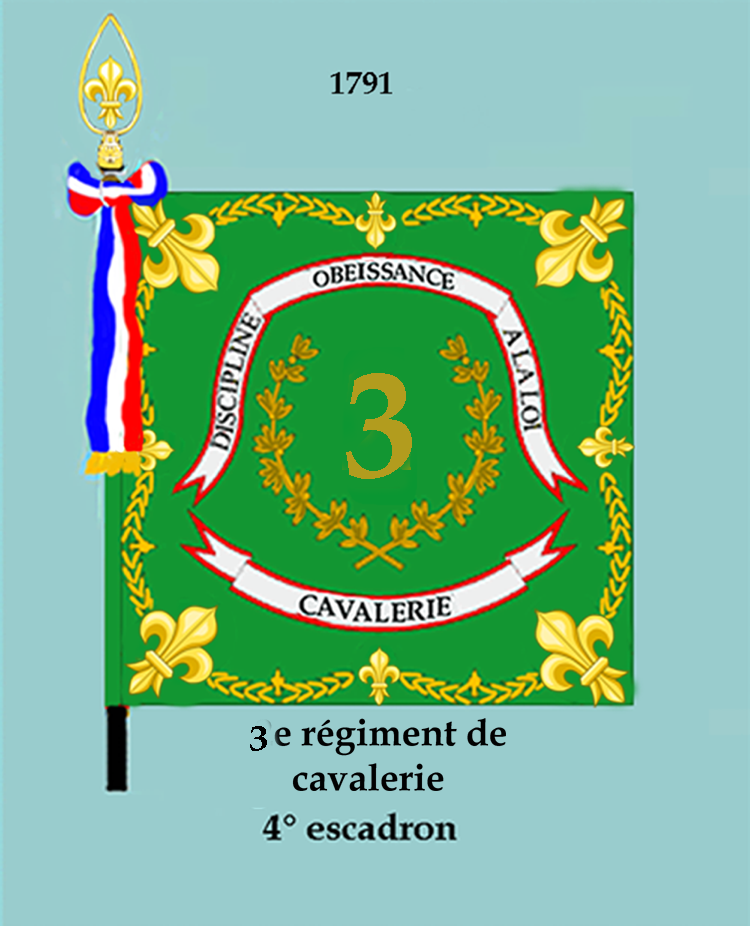
Standarte der 4. Escadron 1791